# Патрік Бальфур, 3-й барон Кінросс
Джон Патрік Дуглас Бальфур, 3-й барон Кінросс (англ. John Patrick Douglas Balfour, 3rd Baron Kinross; 25 червня 1904 — 4 червня 1976) — шотландський історик-сходознавець, спеціалізувався на історії Османської імперії та Туреччини.
Джон Патрік Бальфур був старшим сином Патріка Бальфура, 2-го барона Кінросс, та Кароліни Джонстон-Дуглас. Після смерті батька в 1939 році він успадкував титул і став 3-м бароном Кінросс. Одружився 11 лютого 1938 року на Анджелі Мері Калм-Сеймур, колишній дружині художника Джона Спенсера-Черчілля, розлучився в 1942 році . Помер в 1976 році, не залишивши нащадків, титул лорда Кінросс перейшов до його молодшого брата, Девіда.
Найбільш відомими роботами лорда Кінросса є біографія Ататюрка, видана в 1960 році, і масштабна праця «Османська імперія. Шість століть від піднесення до занепаду», виданий посмертно в 1977 році.

## Нагороди
- Орден Заслуг (Туреччина, 9 жовтня 1998 року)